# 센모노롬

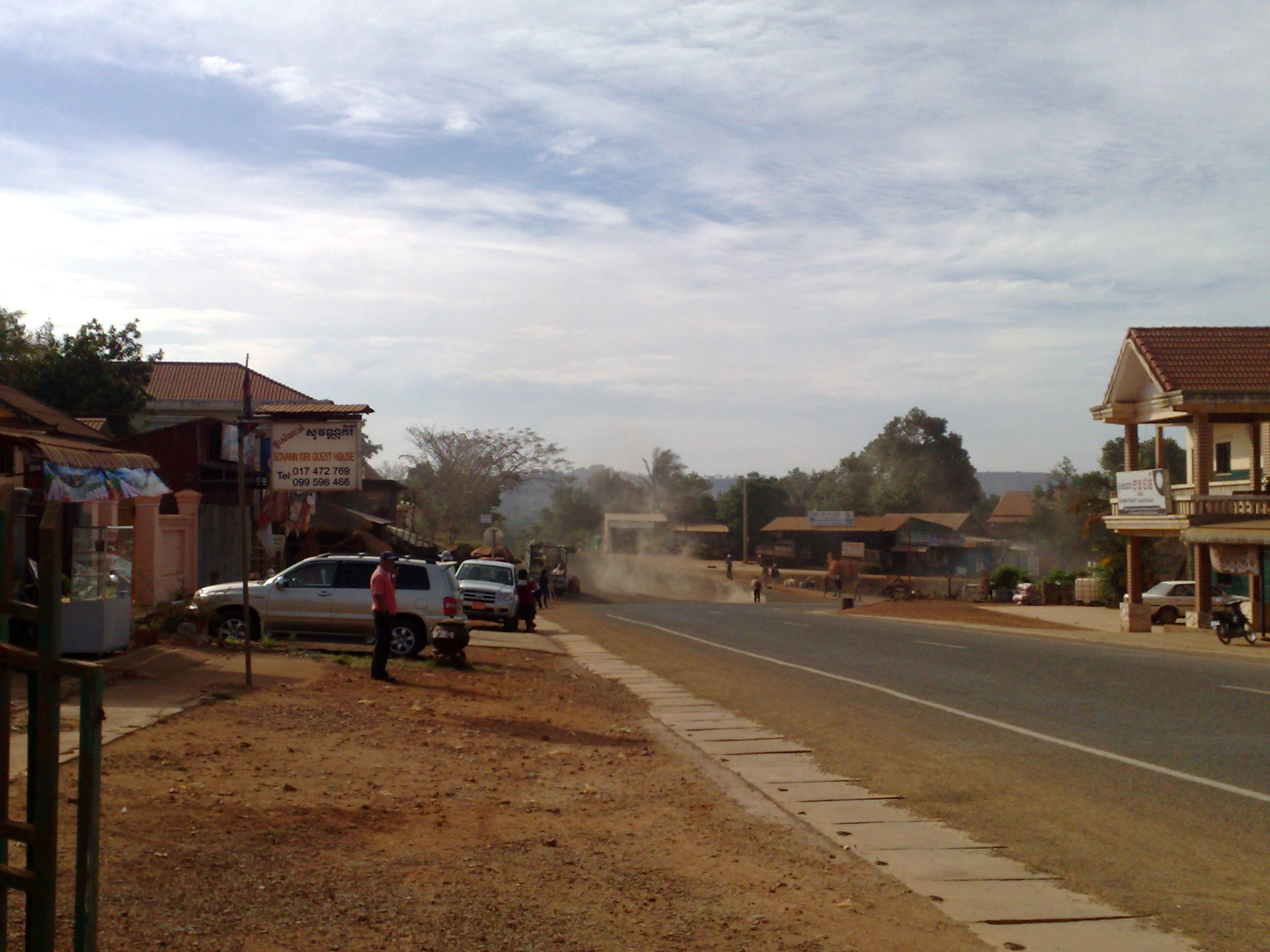
센모노롬

센모노롬(크메르어: ក្រុងសែនមនោរម្យ, Senmonorom)은 캄보디아 몬둘키리 주의 주도로 인구는 7,500명(2009년 기준)이다. 도시 이름은 크메르어로 "매우 기쁘다"를 뜻한다.